# Doraville
Doraville är en stad (city) i DeKalb County, i delstaten Georgia, USA. Enligt United States Census Bureau har staden en folkmängd på 8 429 invånare (2011) och en landarea på 9,3 km².